# Zhang Guoqing
Dans ce nom chinois, le nom de famille, Zhang, précède le nom personnel.
Zhang Guoqing (chinois simplifié : 张国清 ; pinyin : Zhāng Guóqīng), né le 13 août 1964, est un homme politique chinois.
Membre du Politburo du Parti communiste chinois, il est l'un des quatre Vice-Premiers ministres du Conseil des affaires de l'État de la république populaire de Chine depuis 2023.

## Biographie

### Carrière managériale
Zhang travaille au sein de l'entreprise chinoise Norinco, un fournisseur militaire d'État.
Il commence à travailler comme chef de projet, puis travaille dans les opérations de l'entreprise au Moyen-Orient, notamment au bureau de l'entreprise à Téhéran, en tant qu'assistant du représentant général. Il devient ensuite directeur adjoint et directeur régional pour le Moyen-Orient. En 1995, il devient directeur général adjoint du département du commerce international de l'entreprise, puis président du conseil d'administration de China Wanbao Engineering Ltd (en),,.
En 1999, il commence à travailler pour la China North Industries Group Corporation (Norinco), en tant que membre du groupe de direction de l'entreprise au sein du Parti communiste chinois (PCC), puis directeur général adjoint. En avril 2004, il est promu directeur général de Norinco,,.
En 2007, Zhang est nommé membre suppléant du 17e Comité central du Parti communiste chinois et est l'un des plus jeunes membres à siéger au sein de la haute autorité (il n'a que 42 ans à l'époque). Pendant son mandat, Norinco devient le premier groupe industriel militaire à atteindre un chiffre d'affaires annuel de 300 milliards de yuans en 2011. En 2012, il devient membre à part entière du 18e Comité central du PCC.

### Carrière politique
En avril 2013, Zhang occupe un poste politique pour la première fois de sa vie et est nommé chef adjoint du Parti de Chongqing.
En avril 2016, il effectue une visite d'inspection à la Chongqing Chemical and Pharmaceutical Holding Company, où il appelle à des efforts pour faire progresser régulièrement les réformes structurelles. En décembre 2016, il est nommé maire par intérim de Chongqing.
En décembre 2017, Zhang est nommé secrétaire adjoint du PCC de Tianjin. Il est nommé maire de Tianjin, en janvier 2018.
Le 1er septembre 2020, Zhang est nommé secrétaire du PCC du Liaoning.
Il est considéré comme un candidat prometteur pour la « 6e génération des dirigeants chinois ». Comparé à ses contemporains, son parcours est inhabituel dans la mesure où une grande partie de sa carrière se déroule en tant que dirigeant d'entreprise plutôt qu'en tant qu'homme politique.

#### Vice-Premier ministre
Après le 20e Congrès national du Parti, Zhang est élu membre du Politburo du PCC. Le 12 mars 2023, il est nommé vice-Premier ministre de la Chine. Son portefeuille comprenait l'industrie et les technologies de l'information, la gestion des urgences, et les entreprises publiques. En juin 2023, il effectue un voyage d'inspection dans diverses entreprises manufacturières de Shanghai, où il les appelle à progresser dans la chaîne de valeur et à accélérer les percées dans les technologies-clés . En août 2023, il se rend au Heilongjiang pour inspecter les efforts de contrôle des inondations. 
Zhang se rend en Russie pour assister au Forum économique oriental à Vladivostok en septembre 2023, où il rencontre le président russe Vladimir Poutine. Après les tremblements de terre au Gansu, en décembre 2023, il supervise les efforts de sauvetage. En janvier 2024, après les glissements de terrain à Liangshui, dans le xian de Zhenxiong, au Yunnan, il est délégué par le président chinois Xi Jinping sur les lieux. 
En décembre 2024, Zhang se rend en Iran, où il rencontre le président iranien Massoud Pezechkian.